# Karangjati (Kalijambe)
Karangjati is een bestuurslaag in het regentschap Sragen van de provincie Midden-Java, Indonesië. Karangjati telt 4192 inwoners (volkstelling 2010).